# 今日の魔王様
『今日の魔王様』（きょうのまおうさま）は、柊裕一による日本のギャグ漫画作品。

## 概要
第13回スクウェア・エニックスマンガ大賞入選作品。2008年12月に同社のウェブコミック配信サイト『ガンガンONLINE』で開催された「読切コミックカーニバル」にエントリーされ、読者投票により全7作品中3位を獲得し敢闘賞を受賞する。その後『月刊ガンガンウイング』2009年5月号（最終号）の続編掲載を経て、『月刊ガンガンウイング』の後継誌『月刊ガンガンJOKER』で2009年7月号から2010年4月号まで連載された。
読み切り版と連載版で基本設定に大きな差違は無いが、単行本収録に際しては第1巻に読み切り版第1話を連載版の後に配置して特別掲載という形を取っている。『月刊ガンガンウイング』2009年5月号に掲載された読み切り版第2話の単行本収録は未定。

## ストーリー
魔界はサタン一世の支配下で他の勢力の追随を許さない栄華を極め、その息子で若くして魔界の支配権を継承したサタン二世の治世となってからもその勢いは一向に衰えを見せなかった。その為、魔界は周辺の小国から援助を請われることもしばしば有り、心優しい少年であるサタン二世はその度に嫌な顔一つせず援助を快諾するのだが、いつも隣に控えている執事のスティングがあの手この手で仕掛けて来る嫌がらせが原因で、本人と対外的なイメージのギャップが拡大してしまう。

## 登場キャラクター
サタン二世（サタンにせい）
先代・サタン一世が築き上げた魔界の王位を継承した心優しい少年。しかし、執事のスティングからいつもいいように遊ばれるのが原因で対外的には途方もなく恐ろしい性格のように誤解されている。
額に2本の角が生えており、スティングからは常々「キモイので切ってしまいたい」と言われている。
スティング
いつもサタン二世の側に控えている執事。クールかつ性悪で、サタン二世をからかって楽しむのが趣味。そのせいで、サタン二世は実像と対外的なイメージのギャップが拡大し続けている。
セロ
魔界の城に住み込みで仕えている宮廷芸術家。その絵筆には強大な魔力が秘められており、絵に描いた魔物を実体化する召喚術「セロの使い魔」でスティングと互角にわたり合う。
ウーナ
卓越した才能と気位の高さから他の冒険者となかなかパーティを組めずに苦慮している女召喚士。他の村人達を見返す為に捕獲玉を使って魔界の不死騎士団長・スカルタカスを捕らえ、サタン二世を次の標的にしたもののスティングの提案したわんこ肉の芽勝負で敗北を喫した。ツンデレ。
肉の芽（にくのめ）
栄養価が非常に高いことで知られる魔界名産の食糧。眼球の付いた節足動物状の根に木の芽が生えたような外観で、味は「バニラアイスにマグロの刺身を入れたような」感じと評される。一方で繁殖力も高く、捕食者が隙を見せるとその体に寄生して乗っ取ろうとするなど危険性も極めて高い。

## 単行本
1. 2009年12月22日初版 ISBN 978-4-7575-2755-3
2. ISBN 978-4-7575-2910-6